# Leave Me Alone
A Leave Me Alone Michael Jackson amerikai énekes dala. 1989 februárjában jelent meg Jackson Bad című albumának nyolcadik kislemezeként. A Badnek csak a CD változatán és a 2001-es kazetta változatán szerepelt bónuszdalként, az eredeti hanglemezre nem került fel. Az Egyesült Államokban és Kanadában nem jelent meg kislemezen. Szerzője Jackson, producere Jackson és Quincy Jones.
A dal sikert aratott, a spanyol slágerlistán első, a briten második lett, és a kritikusok is kedvezően fogadták. Videóklipjében Jackson azokat gúnyolja, akik alaptalan pletykákat terjesztenek róla (ekkoriban rengeteg szóbeszéd terjedt, többek közt az énekes plasztikai műtéteiről, arról, hogy oxigénkamrában alszik, illetve hogy megvásárolta az „Elefántember” csontvázát). A videóklip 1990-ben Grammy-díjat kapott legjobb rövid formátumú videóklip kategóriában. A dalt sikere ellenére Jackson sosem adta elő koncertturnéin.

## Háttere
A Leave Me Alone Jackson válaszaként íródott a rosszindulatú és szenzációhajhász pletykákra, amiket a bulvármédia terjesztett róla, miután Thriller című albumával szupersztárrá vált, és különösen 1986 után. Az egyik első ilyen pletyka arról szólt, hogy Jackson oxigénsátorban alszik, hogy lassabban öregedjen. Egy kép is megjelent, amelyiken az oxigénsátorban fekszik – a valóságban viccből feküdt be egy kórházban az oxigénsátorba.
Mikor megvásárolta Bubbles nevű, házikedvencként tartott csimpánzát, a média ezt újabb jeleként látta annak, hogy az énekes egyre inkább eltávolodik a normalitástól. Azt is írták a bulvárlapok, hogy Jackson meg akarta vásárolni az „Elefántember” néven ismert, súlyos elefantiázisban szenvedő Joseph Merrick csontjait. Az énekes cáfolta a hírt. Ezeknek a pletykáknak a hatására ragasztotta rá a média a „Wacko Jacko” (kb. „őrült Jacko”) gúnynevet, amelyet egész életében gyűlölt. A lapokban szintén gyakran felmerülő téma volt, hogy plasztikai műtétekkel változtatta meg a külsejét. Emögött az volt a valóságmag, hogy Jackson arcát plasztikai műtéttel kellett rekonstruálni, miután egy Pepsi-reklám forgatásán baleset történt és súlyosan megégett. Menedzsere ezt nyilatkozta a műtéteiről és a média hozzáállásáról: „Annyi borzalmas dolgot írtak. Jó, megcsináltatta az orrát, meg az állát – nagy ügy. Mondjak valamit? Az én orrom ötször tört be, kétszer megoperáltattam. Ki nem szarja le? Kit érdekel? Elvis megcsináltatta az orrát, Marilyn Monroe az orrát és a mellét, mindenkin csináltak valamit.”
A dalról gyakran elhangzott, hogy paranoiás, ezt a témakört Jackson korábbi albumain is érintette. A The Atlantic cikke szerint Jackson „nyilvánvaló bizalmatlanságot árul el” a dalban, amiben „nagyon megjelenik magányossága”. 2009-ben J. Edward Keyes, a Rolling Stone újságírója úgy jellemezte a dalt, hogy „klasszikus Michael”, és azért jó, mert „a húrok erőteljes pengetése szolgáltatja az alapot, amire Jackson improvizálhat”. Keyes szerint a dal „a The Way You Make Me Feel sötétebb megfordítása”, „felpörgetett, dühös; Jackson a magas hangok agresszív kiéneklésével kinyilvánítja frusztrációját”.
A dalban zongora és gitár dominál. E mollban íródott, Jackson hangterjedelme Bb3 és Ab5 közti. A dal tempója 112 BPM.

## Fogadtatása
A Leave Me Alone-t kedvezően fogadták a kritikusok. Stephen Thomas Erlewine, az AllMusic munkatársa szerint az album legjobb dala, és megjegyezte, hogy „vajon miért van az, hogy Jackson legjobb dalai mind paranoiás jellegűek?” Steve Morse, a The Boston Globe újságírója szerint a dalban Jackson imitálva parodizálja a lesifotósok uralta bulvármédiát. Jon Parales, a The New York Times munkatársa szerint a dal üzenete „félreérthetetlen”. „A Leave Me Alone-ban megvan az a dühös él, ami a Bad dalból hiányzik” – írta róla Richard Harrington, a The Washington Post újságírója. Jackson halála után a Rolling Stone a Leave Me Alone-t az énekes egyik legjelentősebb műveként jellemezte.
A dal jól teljesített a slágerlistákon. Spanyolországban lett a legsikeresebb, ahol egy héten át vezette a slágerlistát. A top 10-be került a brit, a norvég, a holland, az olasz és a svájci slágerlistán is. A top 20-ba került a svéd, a francia és az osztrák slágerlistán.

## Videóklip
A Leave Me Alone videóklipjét Jim Blashfield és Paul Diener rendezte, és 1989 elején jelent meg. Látható az 1988-ban bemutatott Moonwalker című filmben is. A klip egy vidámparkban játszódik, stilisztikailag durva kidolgozású képekből áll, melyek Jackson karrierjét mutatják be 1982 óta. Nagy hangsúlyt fektet a Jacksonról a bulvármédiában kialakult képre; bemutatja az 1980-as években az énekesről megjelent szenzációhajhász cikkeket. Jackson kifigurázza azt a pletykát is, miszerint meg akarta vásárolni az „Elefántember” csontjait, és a klipben a csontokkal táncol. Ez a jelenet (a csontok nélkül) lett a kislemez borítóképe, és bekerült a Moonwalker előzetesébe is.
A videóklipben látható egy szentély Elizabeth Taylor színésznőhöz, aki a valóságban is Jackson barátja (szintén egy szóbeszéd az alapja a jelenetnek, mert újságok írták, hogy Jackson szentélyt rendezett be Taylor tiszteletére). Bizarr című újságfőcímek is láthatóak, például „Michael űrkorszakbeli étrendje” és „Michael megkéri Liz kezét”. Egy jelenetben sebészkés üldöz egy orrot, ami a Jackson plasztikai műtéteiről szóló pletykákra utal. A klip végén látjuk, hogy a vidámpark Jackson testére épült; az énekes kiszabadul és összetör mindent. Ez a jelenet Gulliver utazásaiból emlékeztet arra, amikor kiszabadul Lilliputból.
A Leave Me Alone videóklipje számos díjat elnyert. 1990-ben Grammy-díjat kapott legjobb rövid formátumú videóklip kategóriában. Az 1989-es MTV Video Music Awardsra hat kategóriában jelölték – az év videóklipje, a közönség kedvence, úttörő videóklip, legjobb vágás, legjobb művészeti rendezés, legjobb speciális effektusok; ezek közül az utolsót el is nyerte. (A másik hatot sorban a következők nyerték el: Neil Young This Note Is for You, Madonna Like a Prayer, az Art of Noise Kiss, Paula Abdul Straight Up, Madonna Express Yourself című dala.) Erlewine szerint a klip „furán klausztrofóbiás”, és emiatt „az album legjobb videóklipje”.

## Számlista
| 12" kislemez 1. Leave Me Alone (Extended Dance Mix) – 7:15 2. Leave Me Alone (Instrumental) – 7:15 7" kislemez 1. Leave Me Alone – 4:40 2. Human Nature – 4:06 3" mini CD 1. Leave Me Alone – 4:40 2. Don’t Stop ‘til You Get Enough – 6:05 3. Human Nature – 4:06 CD maxi kislemez 1. Leave Me Alone – 4:40 2. Don’t Stop ‘til You Get Enough – 6:05 3. Human Nature – 4:06 4. Wanna Be Startin’ Somethin’ (Extended Mix) - 6:30 | Visionary kislemez CD oldal 1. Leave Me Alone – 4:40 2. Another Part of Me (Extended Dance Mix) – 6:18 DVD oldal 1. Leave Me Alone (videóklip) – 4:36 |

## Helyezések
| Slágerlista (1989/2006/2009) | Legmagasabb helyezés |
| ---------------------------- | -------------------- |
| Ausztrál kislemezlista       | 37                   |
| Brit kislemezlista           | 2                    |
| Francia kislemezlista        | 17                   |
| Holland kislemezlista        | 5                    |
| Norvég kislemezlista         | 6                    |
| Olasz kislemezlista          | 8                    |
| Osztrák kislemezlista        | 15                   |
| Spanyol kislemezlista        | 1                    |
| Svájci kislemezlista         | 10                   |
| Svéd kislemezlista           | 19                   |